# Domenico Tardini
Domenico Tardini (Roma, 29 de febrero de 1888-Roma, 30 de julio de 1961) fue un clérigo ayudante durante largos años del papa Pío XII en la Secretaría de Estado de la Santa Sede. El papa Juan XXIII lo nombró cardenal Secretario de Estado y, en esta posición, fue el miembro más prominente de la Curia Romana.

## Primeros años
Nacido en Roma, estudió en la Escuela Angelo Braschi y entró en el Pontificio Seminario Romano en el año 1903 dónde se graduó con honores en filosofía y teología. El 21 de septiembre de 1912 fue ordenado sacerdote. Aceptó un llamado para enseñar liturgia y teología en el Seminario Romano y en el Colegio Urbano de la Propaganda Fide. En 1923, fue nombrado por el papa Pío XI asistente general de la Acción Católica. En 1925, el Papa le dio un puesto en otra organización, la Societa della Gioventu Cattolica It. Desde 1921, trabajó en la Congregación de Asuntos Eclesiásticos Ordinarios donde fue nombrado sustituto en 1929, y secretario en 1937. Junto con Giovanni Battista Montini, fue el asistente principal del cardenal Eugenio Pacelli, cardenal secretario de Estado hasta 1939.

## Secretaría de Estado
Después de su elección como Pío XII, Pacelli nombró a Luigi Maglione como su sucesor en la Secretaría de Estado. Maglione no ejerció una fuerte influencia como su predecesor, que ya papa continuó su estrecha relación con los monseñores Giovanni Battista Montini y Tardini. Después de la muerte de Maglione en 1944, Pío XII mantuvo el cargo vacante, dejando a Tardini en los asuntos exteriores de la secretaría de Estado, y a Montini en los internos. Tardini y Montini continuaron sirviendo allí hasta 1952, cuando Pío XII decidió elevar a ambos al Colegio Cardenalicio, luego rechazó hacerlo. Cuando Tardini le dio las gracias por no nombrarlo, Pío XII respondió con una sonrisa: 
«Monseñor Mío, me das las gracias, por no dejarme hacer lo que quería hacer», respondiéndole Tardini: «Sí, Santo Padre, os doy gracias por todo lo que habéis hecho por mí, pero aún más, lo que no habéis hecho por mí.»
En noviembre de 1952 fue nombrado Prosecretario de Estado para los Asuntos Eclesiásticos Extraordinarios, esencialmente cosirviendo como Secretario de Estado junto a Giovanni Battista Montini, quien se convirtió en Prosecretario de Estado para Asuntos Eclesiásticos Ordinarios. Además se les concedió el privilegio de llevar insignias episcopales. Tardini continuó en esa posición hasta la muerte de Pío XII, el 9 de octubre de 1958. 
Tardini amaba a los niños, y «adoptó» a los huérfanos de Villa Nazaret, para quiénes organizó un reconocimiento y asistencia. Las audiencias televisadas de Pío XII, y las visitas del papa Juan XXIII y dignatarios extranjeros de alto rango, eran organizadas por Tardini, facilitando la recaudación de fondos para los niños necesitados.

## Papable y cardenal secretario de Estado
Después de la muerte Pío XII, Tardini, aunque no era un cardenal y ni siquiera un obispo, fue mencionado prominentemente como un posible sucesor debido a su familiaridad y cercanía con el fallecido pontífice. En su lugar, Tardini fue nombrado Secretario de Estado por el recién elegido Juan XXIII, ocupando el puesto vacante desde 1944. En el consistorio del 15 de diciembre de 1958, aceptó el sombrero rojo de cardenal con el título de cardenal diácono de S. Apollinare alle Terme Neroniane-Alessandrine. Fue ordenado como arzobispo titular ese mismo mes. 
Tardini no buscó el honor del nombramiento. En la misma noche luego de la finalización del cónclave de 1958, Juan XXIII pidió a Tardini que fuera su secretario de Estado. Él no se entusiasmó: 
«Él no me dio ninguna opción. Le dije al Santo Padre, que no iba a servir bajo sus órdenes, porque para las nuevas políticas se necesitaban nuevas personas. Le recordé que yo con frecuencia estaba en desacuerdo con él en el pasado. Le recordé que yo estaba cansado y agotado y que mi salud estaba empeorando. Le hablé de mi ambición largamente acariciada, de al fin de entregarme por completo a los niños huérfanos de Villa Nazaret. No había ninguna diferencia. El Papa me escuchó con amabilidad e interés, pero a todos los puntos que le dije él respondió: «Yo entiendo, pero quiero que seas mi secretario de Estado.» Por último, me arrodillé y le ofrecí mi obediencia.»
Como Secretario de Estado, Tardini rompió el tabú de discutir sobre las finanzas de la Santa Sede en octubre de 1959, sosteniendo una conferencia de prensa con los periodistas acreditados en el Vaticano sobre un conflicto salarial con los empleados del Vaticano. El 20 de enero de 1959, el papa Juan convocó al cardenal Tardini para idear un nuevo concilio ecuménico. En este nuevo Concilio, se involucraría a todos los obispos de cada rito cristiano. La respuesta de Tardini fue positiva hasta el punto que el papa se sorprendió. Juan XXIII se refirió más tarde a este debate como el momento decisivo de su decisión de celebrar un concilio ecuménico. Tardini ayudó en la preparación del concilio, dando a veces su propia interpretación del próximo acontecimiento. Al parecer, trató de dimitir en varias ocasiones por razones de salud, pero siempre el papa Juan le pidió su permanencia, que luego Tardini aceptaba. 
Domenico Tardini murió en Roma, el 30 de julio de 1961 de un ataque masivo al corazón. Fue enterrado en el carmelo en Vetralla. En el primer aniversario de su muerte, el papa Juan XXIII dejó la Ciudad del Vaticano para presentar sus respetos al lado del cementerio en el que descansan sus restos.

## Escritos
- León XIII, Las glorias de un pontificado, en el vigésimo quinto aniversario de la muerte (Roma, 1928)
- Diario Inédito (1933-1936) (manuscrito de 1936)
- Santo Tomás de Aquino y Rumanía (1937)
- Gioacchino Belli, poeta de la plebe de Roma (1941)
- Pío XII (1960)